# Белорусская краевая оборона
Белору́сская краева́я оборо́на (бел. Беларуская краёвая абарона, нем. Weißruthenische Heimwehr), сокращённо БКА  — коллаборационистское антисоветское формирование, образованное Белорусской центральной радой согласно постановлению командующего СС и полиции генерального округа Беларусь Курта фон Готберга от 23 февраля 1944 года. Логистическую поддержку оказывала 36-я ваффен-гренадерская дивизия СС под командованием Оскара Дирлевангера.

## Образование
После разгромных поражений вермахта в Сталинградской и Курской битвах немцы попытались переманить в свои ряды белорусов, пообещав их националистическому руководству создание после победы Германии независимого белорусского государства, которое де-факто должно было стать квази-государством наподобие Независимого государства Хорватия. Помощь немцам оказывали представители коллаборационистской гражданской администрации и бывшие члены советских коммунистических организаций (в том числе и молодёжных).
6 марта 1944 года была объявлена мобилизация всех физически здоровых мужчин с 1908 по 1924 год рождения, в том числе бывших офицеров и командиров русской, польской и Красной армии в возрасте до 57 лет и унтер-офицеров до 55, не находившихся на службе на руководящих должностях в немецких учреждениях. Призыв контролировался комендантами полиции и СД. Уклонение от призыва каралось смертной казнью. Всего на призывные пункты пришло более 40000 человек, но призыв такого числа людей мог сорвать работу многих предприятий, по этой причине окружные комиссары отсеяли от 30 до 50 % призванных.
Насильственный характер мобилизации в БКО спровоцировал массовый уход населения к партизанам.
Из каждого уезда были призваны 500—600 человек, итого число призванных составило не менее 28 тысяч человек. Общая численность частей БКА, по другим данным, составляла более 30000 человек, из них примерно 20000 новобранцев. 25 марта 1944 года в Минске весь личный состав БКА принял присягу на Площади Свободы в присутствии Курта фон Готтберга, присягу зачитал Иван Ермаченко, командир БКА:
| Я, солдат Белорусской Краёвой Обороны присягаю перед взором Всемогущего Бога и солдатской чести, что буду верно служить своему белорусскому народу, честно выполнять все приказы своих командиров и начальников. Я присягаю, что не выпущу оружия из рук, пока не будут установлены спокойствие и безопасность в наших селах и городах, пока не будет уничтожен на нашей земле последний враг белорусского народа. Я присягаю, что скорее отдам свою жизнь, чем допущу чтобы моя жена и дети, родители и сёстры, и весь белорусский народ снова терпели большевистские издевательства и неволю. Если же из-за моей слабости, или злого умысла я нарушу эту присягу, то пусть покарает меня Бог позорной смертью предателя своего народа и Родины. Оригинальный текст (бел.)Я, жаўнер Беларускай Краёвай Абароны, прысягаю на Ўсемагутнага Бога і жаўнерскі гонар, што буду верна служыць свайму беларускаму народу, сумленна і прыкладна выконваць усе загады сваіх камандзіраў і начальнікаў. Я прысягаю, што не выпушчу з рук зброі да тых пор, пакуль ня будзе ўстаноўлены поўны спакой і бясьпека ў нашых сёлах і гарадох, пакуль ня будзе зьнішчаны на нашай зямлі апошні вораг беларускага народу. Я прысягаю, што хутчэй аддам сваё жыцьцё, чымся дапушчу, каб мая жонка і дзеці, бацькі і сёстры і ўвесь беларускі народ зноў цярпелі бальшавіцкі зьдзек і няволю. Калі-ж з сваей слабасьці ці злога намеру я парушу гэту прысягу, то няхай пакарае мяне Бог ганебнай сьмерцю здрадніка свайго народу і бацькаўшчыны. |

Председатель БЦР Радослав Островский полагал, что в БКА могли действовать агенты советских партизан, поэтому рекомендовал проводить постоянную проверку личного состава.

## Вспомогательные батальоны

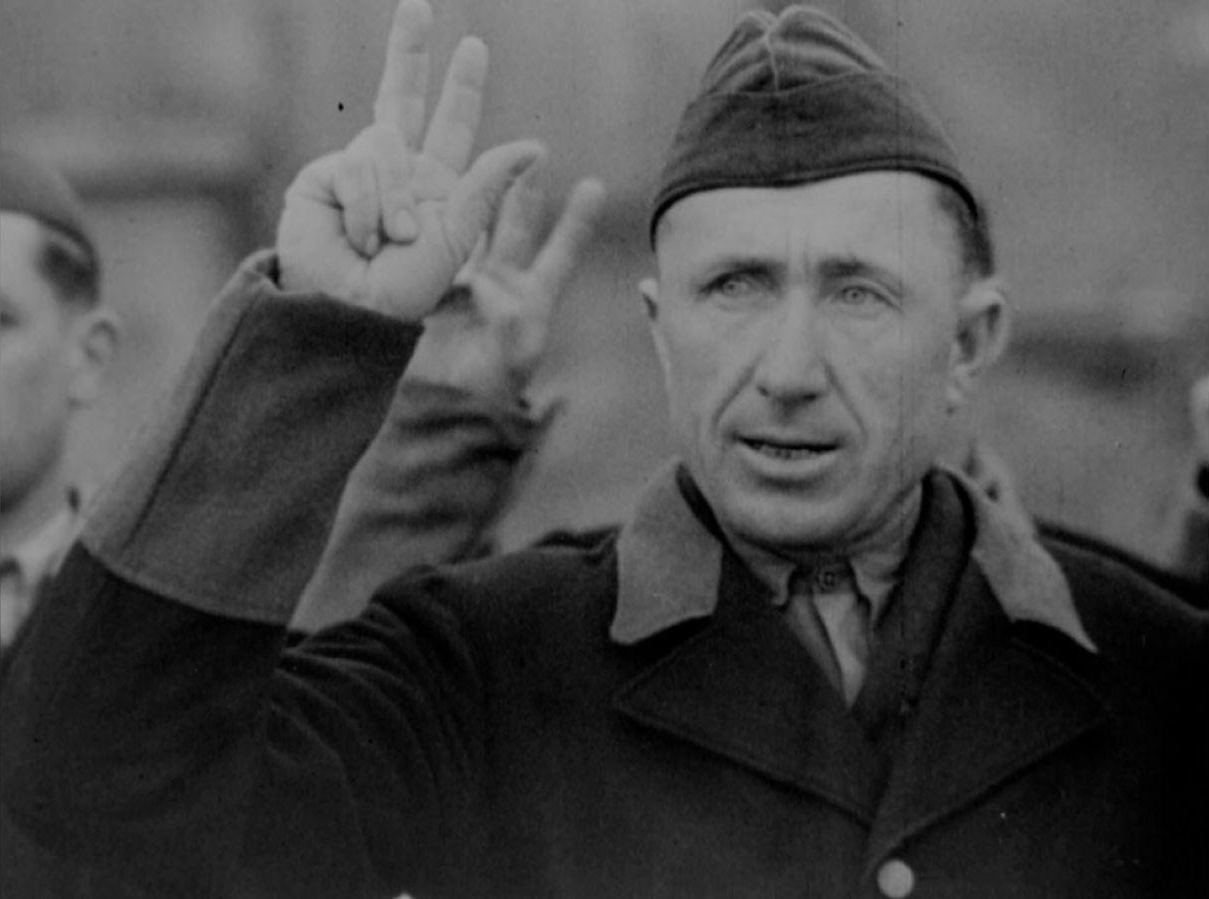
Принесение присяги члена БКА

В БКА вошли, в том числе, и части расформированного в апреле 1943 года добровольного корпуса Белорусской самообороны (БСА). В результате в семи округах генерального округа Белоруссия было сформировано следующее количество батальонов:
- Минский округ — 6 батальонов (2358 чел.)
- Слуцкий округ — 5 батальонов (3982 чел.)
- Новогрудский округ — 4 батальона (2047 чел.)
- Барановичский округ — 8 батальонов (6495 чел.)
- Глубокский округ — 4 батальона (2910 чел.)
- Вилейский округ — 4 батальона (2414 чел.)
- Слонимский округ — 3 батальона (1423 чел.)

31 марта 1944 года батальоны БКА получили собственные наименования. К концу апреля 1944 года было сформировано 45 батальонов: 39 пехотных, 6 саперных батальонов и 1 кавалерийский эскадрон, личный состав насчитывал 21700 офицеров, унтер-офицеров и рядовых. Оружие выдавалось только во время учений, чтобы избежать бегства личного состава к партизанам. В связи с тем, что в СС не хватало офицерских кадров для обучения солдат БКА, несколько тысяч человек из Белорусской вспомогательной полиции возрастом не старше 57 лет и унтер-офицеров не старше 55 лет (кроме тех, что непосредственно защищали Рейхскомиссариат Остланд) были отправлены для обучения личного состава БКА. Контроль осуществляли немецкая полиция и СД.

## Участие в войне

### Боевые действия

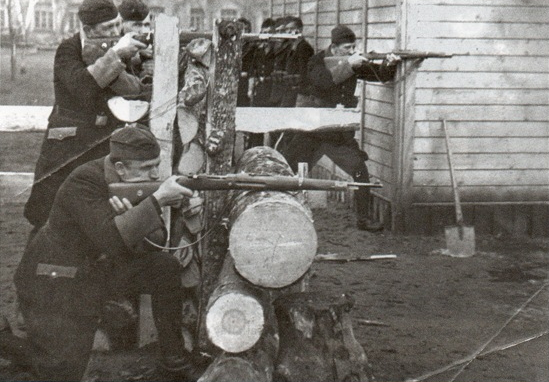
Члены БКА тренируются в стрельбе

До июля 1944 года батальоны БКА участвовали в операциях против партизан, номинально обязуясь согласовывать свои действия с немецкими властями на местах и де-факто игнорируя эти обязательства. Некоторые из этих частей смогли успешно противостоять партизанским отрядам. В числе операций, в которых принимали участие части БКА совместно с СС и полицией, стоит отметить операцию «Frühlingsfest» («Весенний праздник»), проведенную в районе между Полоцком и Лепелем, в результате которой советские партизаны Полоцко-Лепельской партизанской зоны потеряли более восьмидесяти процентов своего личного состава. Тем не менее белорусские националисты, объявившие о своей поддержке гитлеровцев, по словам профессора Эндрю Уилсона, дискредитировали себя не меньше, чем украинские националисты.
В середине июня 1944 года в Минске была открыта кадетская школа БКА под руководством СС, однако она не просуществовала долго, так как 23 июня советские войска начали крупномасштабную операцию «Багратион», положившую конец гитлеровской оккупации Белоруссии, а спустя две недели после её начала Минск был освобождён советскими войсками. Белорусская Центральная Рада была эвакуирована в Кёнигсберг, а оттуда в ноябре 1944 года в Берлин, где из уцелевших солдат БКА был образован 1-й батальон Белорусской освободительной армии, лояльной Германии. Часть батальонов БКА вступила в бой против передовых частей советских войск, однако была разбита наголову: многие части БКА в хаосе отступления лишились своего руководства и связи с главным управлением. Одни из призывников вместе с отступающими частями вермахта эвакуировались на Запад, в Польшу, где они впоследствии влились в состав 30-й гренадерской дивизии войск СС (2-я русская). Другие присоединились к Белорусской освободительной армии, известной как «Чёрный кот». Третьи же немедленно вернулись в свои белорусские деревни.
Белорусская Центральная Рада существовала до 1980-х годов в США, а её председатель Радослав Островский работал до 1960 года. Многие её члены получили статус политических эмигрантов. В апреле—мае 1945 года часть бойцов БКА и членов Союза Белорусской Молодёжи вступили в РОА, но сдались американским и британским войскам. Другая часть осталась в Берлине, войдя в резерв 30-й ваффен-гренадерской дивизии СС: там были 11 офицеров БКА, в том числе и Борис Рогуля. Она участвовала в боях против 2-го польского корпуса генерала Владислава Андерса, поскольку солдатам БКА немцы не доверяли и опасались, что при первой же возможности боёв на Восточном фронте те сбегут или сдадутся в плен.

## Знаки различия

### Генералы
| Обозначение               | Генералы                      | Генералы                              | Генералы                              | Генералы                              | Генералы                              | Генералы                     | Генералы                     | Генералы |
| ------------------------- | ----------------------------- | ------------------------------------- | ------------------------------------- | ------------------------------------- | ------------------------------------- | ---------------------------- | ---------------------------- | -------- |
| Погоны                    |                               |                                       |                                       |                                       |                                       |                              |                              |          |
| Чины                      | Генерал зброі (Генерал армии) | Генерал-палкоўнік (Генерал-полковник) | Генерал-палкоўнік (Генерал-полковник) | Генерал-лейтэнант (Генерал-лейтенант) | Генерал-лейтэнант (Генерал-лейтенант) | Генерал-маёр (Генерал-майор) | Генерал-маёр (Генерал-майор) |          |
| Вермахт (Хеер) эквивалент | Generaloberst                 | General der Waffengattung             | General der Waffengattung             | Generalleutnant                       | Generalleutnant                       | Generalmajor                 | Generalmajor                 |          |
|                           |                               |                                       |                                       |                                       |                                       |                              |                              |          |
| эквивалент                | ОФ-9                          | OФ-8                                  | OФ-8                                  | OФ-7                                  | OФ-7                                  | OФ-6                         | OФ-6                         |          |

примечание
- Значение сокращения "ОФ" обозначает de: "Offizier / en: officer / fr: officier / ru: офицер".

### Офицеры
| Обозначение               | Офицеры               | Офицеры               | Офицеры                     | Офицеры                     | Офицеры      | Офицеры      | Офицеры           | Офицеры           | Офицеры                              | Офицеры                              | Офицеры               | Офицеры               |
| ------------------------- | --------------------- | --------------------- | --------------------------- | --------------------------- | ------------ | ------------ | ----------------- | ----------------- | ------------------------------------ | ------------------------------------ | --------------------- | --------------------- |
| Погоны                    |                       |                       |                             |                             |              |              |                   |                   |                                      |                                      |                       |                       |
| Чины                      | Палкоўнік (Полковник) | Палкоўнік (Полковник) | Падпалкоўнік (Подполковник) | Падпалкоўнік (Подполковник) | Маёр (Майор) | Маёр (Майор) | Капітан (Капитан) | Капітан (Капитан) | Старшы лейтэнант (Старший лейтенант) | Старшы лейтэнант (Старший лейтенант) | Лейтэнант (Лейтенант) | Лейтэнант (Лейтенант) |
| Вермахт (Хеер) эквивалент | Oberst                | Oberst                | Oberstleutnant              | Oberstleutnant              | Major        | Major        | Hauptmann         | Hauptmann         | Oberleutnant                         | Oberleutnant                         | Leutnant              | Leutnant              |
|                           |                       |                       |                             |                             |              |              |                   |                   |                                      |                                      |                       |                       |
| эквивалент                | ОФ-5                  | ОФ-5                  | ОФ-4                        | ОФ-4                        | ОФ-3         | ОФ-3         | ОФ-2              | ОФ-2              | OФ-1                                 | OФ-1                                 | OФ-1                  | OФ-1                  |

примечание
- Значение сокращения "ОФ" обозначает de: "Offizier / en: officer / fr: officier / ru: офицер".

### Унтер-офицеры и рядовыe
| Обозначение                 |                   |                   |                     |                     |                           |                           |                     |                     |                               |                                                       |                                     |                  |
| Унтер-офицеры               | Унтер-офицеры     | Унтер-офицеры     | Унтер-офицеры       | Унтер-офицеры       | Унтер-офицеры             | Унтер-офицеры             | Унтер-офицеры       | Унтер-офицеры       | Рядовой состав                | Рядовой состав                                        | Рядовой состав                      | Рядовой состав   |
| --------------------------- | ----------------- | ----------------- | ------------------- | ------------------- | ------------------------- | ------------------------- | ------------------- | ------------------- | ----------------------------- | ----------------------------------------------------- | ----------------------------------- | ---------------- |
| Погоны шевроны (нарукавныe) |                   |                   |                     |                     |                           |                           |                     |                     |                               |                                                       |                                     |                  |
|                             |                   |                   |                     |                     |                           |                           |                     |                     |                               |                                                       |                                     |                  |
| Звание                      | Сьцяжны (Курсант) | Сьцяжны (Курсант) | Старшыня (Старшина) | Старшыня (Старшина) | Зьвязны (Старший сержант) | Зьвязны (Старший сержант) | Дружыновы (Сержант) | Дружыновы (Сержант) | Капрал (Капрал)               | Старшы жаўнер 2-ай клясы (Старший солдат 2-го класса) | Старшы жаўнер 1-ай клясы (Ефрейтор) | Жаўнер (Рядовой) |
| Вермахт (Хеер) эквивалент   | Oberfähnrich      | Oberfähnrich      | Stabsfeldwebel      | Stabsfeldwebel      | Oberfeldwebel             | Oberfeldwebel             | Feldwebel           | Feldwebel           | Stabsgefreiter Hauptgefreiter | Obergefreiter                                         | Gefreiter                           | Soldat           |
|                             |                   |                   |                     |                     |                           |                           |                     |                     |                               |                                                       |                                     |                  |
| эквивалент                  | OФ-(Д)            | OФ-(Д)            | OP-8                | OP-8                | OP-7                      | OP-7                      | OP-6                | OP-6                | OP-4/3                        | OP-3                                                  | OP-2                                | OP-1             |

примечание
- Значение сокращения "OP (en: ОR)" обозначает "Other Ranks / fr: sous-officiers et militaires du rang / ru:другие ранги, кроме офицеров"

## Военная присяга
Присяга солдата Белорусской краевой обороны

Я, солдат Белорусской краевой обороны, клянусь Всемогущим Богом и солдатской честью, что буду верно служить своему белорусскому народу, честно и примерно выполнять все приказы своих командиров и начальников.
Я клянусь, что не упущу из рук оружия до тех пор, пока не будет установлен полный покой и безопасность в наших селах и городах, пока не будет уничтожен на нашей земле последний враг белорусского народа.
Я клянусь, что скорее отдам свою жизнь, чем допущу, чтобы моя жена и дети, родители и сестры и весь белорусский народ снова терпели большевистское издевательство и неволю.
Если же из своей слабости или злого умысла я нарушу эту присягу, то пусть накажет меня Бог позорной смертью предателя своего народа и Отечества.
Оригинальный текст (бел.)Я, жаўнер Беларускай Краёвай Абароны, прысягаю на Ўсемагутнага Бога і жаўнерскі гонар, што буду верна служыць свайму беларускаму народу, сумленна і прыкладна выконваць усе загады сваіх камандзіраў і начальнікаў.

Я прысягаю, што не выпушчу з рук зброі да тых пор, пакуль ня будзе ўстаноўлены поўны спакой і бясьпека ў нашых сёлах і гарадох, пакуль ня будзе зьнішчаны на нашай зямлі апошні вораг беларускага народу.
Я прысягаю, што хутчэй аддам сваё жыцьцё, чымся дапушчу, каб мая жонка і дзеці, бацькі і сёстры і ўвесь беларускі народ зноў цярпелі бальшавіцкі зьдзек і няволю.

Калі-ж з сваёй слабасьці ці злога намеру я парушу гэту прысягу, то няхай пакарае мяне Бог ганебнай сьмерцю здрадніка свайго народу і бацькаўшчыны.

## Награды
В 1976 Белорусская центральная рада утвердила и вручила ряд наград для участников БКА, среди них — Крест заслуги Белорусской краевой обороны.

### На русском
- Дробязко С. И. Под знамёнами врага. Антисоветские формирования в составе германских вооруженных сил 1941−1945 гг. — М.: «Эксмо», 2004. — 608 с.
- Романько О. В. Коричневые тени в Полесье. Белоруссия 1941-1945. — М.: «Вече», 2008. — 432 с. — (Военные тайны XX века). — ISBN 978-5-9533-1909-6.
- Романько О. В. Легион под знаком Погони. Белорусские коллаборационистские формирования в силовых структурах нацистской Германии (1941−1945). — Симферополь: Антиква, 2008. — 304 с.

### На белорусском
- Ёрш С. Ўсевалад Родзька. Правадыр беларускіх нацыяналістаў. — Мінск: Голас Краю, 2001.
- Кушаль Ф. Спробы стварэньня Беларускага войска. — Мінск: БГА, 1989.
- Шнэк У. Беларуская Краёвая Абарона. Уніформа і адзнакі : Ілюстраваны альбом. — Мельбурн: Выданьне Беларускага Вызвольнага Фронту, 1984.

### На английском
- Andrew Wilson. Belarus: The Last European Dictatorship. — Yale University Press, 2011. — С. 109, 110, 113. — ISBN 0300134355.
- Peter Abbott. Byelorussian Home Guard (BKA). — Osprey Publishing, 1983. — С. 16. — (Partisan Warfare 1941-45). — ISBN 0850455138.